# اداره دستیاری در اجرای قانون
اداره دستیاری در اجرای قانون یک سازمان حکومت فدرال ایالات متحده آمریکا در وزارت دادگستری ایالات متحده آمریکا بود. این اداره، تخصیص بودجه فدرال، بین سازمان‌های اجرای قانون ایالتی و محلی را انجام می‌داد و هزینه‌های برنامه‌های آموزشی، و سازمان‌های پژوهشی و برنامه‌ریزی ایالتی، و ابتکار عمل‌ها علیه بزهکاری محلی (بخشی از برنامه جنگ علیه بزهکاری لیندون بی. جانسون) را تامین می‌کرد.
پیش از اداره دستیاری در اجرای قانون، از ۱۹۶۵ (میلادی) تا ۱۹۶۸ (میلادی) دفتر دستیاری در اجرای قانون بود. اداره کمک به اجرای قانون، بر پایه لایحه خیابان‌های ایمن و کنترل چندگانه بزهکاری (۱۹۶۸) بنیان‌گذاری و در سال ۱۹۸۲ (میلادی) منحل شد و تا ۱۹۸۴ (میلادی) دفتر آمار، پژوهش، و دستیاری دادگستری، جای آنرا گرفت. از ۱۹۸۴ تاکنون، دفتر برنامه‌های دادگستری، فعالیت می‌کند.
اداره دستیاری در اجرای قانون، موسسه ملی اجرای قانون و عدالت کیفری را در بر می‌گرفت. با تصویب لایحه بهبود نظام دادگستری (۱۹۷۹)، موسسه ملی اجرای قانون و عدالت کیفری در ۲۷ دسامبر ۱۹۷۹ جذب موسسه ملی دادگستری شده بود. لایحه بهبود نظام قضایی، لایحه خیابان‌های ایمن و کنترل چندگانه بزکاری را اصلاح کرد و به پیدایش اداره آمار دادگستری و کمیسیون مشاوره ملی برای استانداردها و آرمان‌های عدالت کیفری انجامید.
در مارس ۱۹۷۳ اداره دستیاری در اجرای قانون دستور داد که به خاطر برداشتن محدودیت کمینه قد، همه اداره‌های پلیس باید بودجه فدرال دریافت کنند. زیرا قد بیشتر زنان، به اندازه لازم نبود.